# Fouad Abbas
Fouad Haji Abdullah Abbas (Bombay, 1939) is een Pakistaanse crimineel die in België en Nederland bekend is geworden door drugshandel en door zijn rol als kroongetuige in het proces tegen Johan Verhoek, alias 'De Hakkelaar'.
Abbas is de zoon van de "parelkoning" van Bombay. Zelf verdiende hij kapitalen met goudhandel en vastgoed in Dubai. Hij verloor echter al zijn rijkdom toen hij anderhalf miljard dollar leende voor de bouw van een vijfsterrenhotel in Dubai. Niet veel later brak de oorlog tussen Iran en Irak uit en stortte de economie van de Verenigde Arabische Emiraten in. Alle bezittingen van Abbas in Dubai werden in beslag genomen en hij week uit naar België. In Antwerpen werd hij directeur van TTS Diamonds, een bedrijf zich bezighield met het de handel in diamanten. Naast diamanten werd de firma ook gebruikt voor het smokkelen van softdrugs uit Pakistan naar vooral de Verenigde Staten en Canada.
Via zijn rechterhand Rashid Ahmad kwam Abbas in contact met de Nederlandse drugshandelaren Johan Verhoek (alias "de Hakkelaar") en Henk Rommy (alias "de Zwarte Cobra"). Abbas voorzag beide drugshandelaren exclusief van hasj en verdiende eind jaren 80, begin jaren 90 naar schatting zeker honderd miljoen dollar.
Op het hoogtepunt van zijn criminele loopbaan bezat Abbas diamantzaken in Antwerpen, Bombay, Genève, Londen en Tel Aviv. Ook bezat hij een diamantmijn in Guinee, en vastgoed in landen als de Verenigde Staten, het Verenigd Koninkrijk en Singapore. Ondanks zijn grote rijkdom slaagde Fouad Abbas erin volkomen onzichtbaar te blijven voor justitie en zijn schuldeisers. In deze tijd werd op sommige dagen meer dan 20 miljoen Belgische franken witgewassen.
Abbas kwam in 1992 in beeld bij het onderzoek naar de Femisbank, die door het Octopus-syndicaat van Johan Verhoek werd gebruikt om honderden miljoenen guldens aan drugsgeld wit te wassen. Aan het einde van dat jaar werd een internationaal opsporingsbevel tegen hem uitgevaardigd. Hij vluchtte daarop naar Jordanië, waar Verhoek een villa voor hem had geregeld. Abbas kreeg echter al snel heimwee en keerde in 1995 terug naar Londen.
Inmiddels werd hij ook belaagd door Pakistaanse drugshandelaren en zijn oude schuldeisers uit Dubai. Bovendien kwam Willy Van Mechelen, een chef van de drugsopsporing in Antwerpen die Abbas jarenlang had beschermd, zelf in de problemen. Abbas besloot daarom contact te zoeken met de Nederlandse justitie. Hij slaagde erin een deal te sluiten met de Nederlandse officieren van justitie M.R. Witteveen en Fred Teeven. In ruil voor vrijwaring van de beschuldigingen voor drugshandel betaalde Abbas een boete van 32 miljoen Belgische franken en werd hij kroongetuige in het proces tegen zijn oude kompaan Verhoek. Ook andere landen sloten zich aan bij deze deal, waardoor Abbas wereldwijd niet meer vervolgd kon worden voor zijn drugshandel. Verhoek werd mede op basis van de tien uur durende getuigenis van Abbas veroordeeld tot zes jaar cel.
In België werd vervolgens een internationaal aanhoudingsbevel tegen Abbas uitgevaardigd wegens witwasserij. Twee maanden na het proces tegen Verhoek werd Abbas in Londen gearresteerd door Scotland Yard. Hij zat enkele maanden in voorarrest, maar kwam in december 1996 op borgtocht vrij.
Het zou nog drie jaar van onderhandelen duren voordat het Verenigd Koninkrijk Abbas uitleverde aan België. Daar werd hij direct gearresteerd. In 2001 werd hij veroordeeld tot vijf jaar gevangenisstraf.